# Maliv, Terebovlea
Maliv (în ucraineană Малів) este un sat în comuna Pidhaiciîkî din raionul Terebovlea, regiunea Ternopil, Ucraina.

## Demografie
Componența lingvistică a localității Maliv
     Ucraineană (99,15%)
     Alte limbi (0,28%)
Conform recensământului din 2001, majoritatea populației localității Maliv era vorbitoare de ucraineană (99,15%), existând în minoritate și vorbitori de alte limbi.